# Дачне (станція метро)
59°51′19″ пн. ш. 30°16′43″ сх. д. / 59.85528° пн. ш. 30.27861° сх. д.
«Дачне» (рос. Дачное) — ліквідована наземна станція Петербурзького метрополітену. Була тимчасовою кінцевою станцією Кіровсько-Виборзької лінії в період з 1 червня 1966 року по 5 жовтня 1977 року. Розташовувалася в Кіровському районі Ленінграда південніше станції «Автово».
Станція була відкрита 1 червня 1966 року. У зв'язку зі своїм тимчасовим статусом і з метою економії коштів була побудована наземною, розрахованою на прийом п'ятивагонних потягів, що експлуатувалися в той час на Кіровсько-Виборзькій лінії. Після переведення на початку 70-х років Кіровсько-Виборзької лінії на експлуатацію шестивагонних потягів, через нестачу довжини платформи висадка пасажирів з останнього вагона (по прибуттю) та наступна посадка у вагон здійснювалися тільки через двоє дверей. Свою назву станція отримала по мікрорайону Дачне, що інтенсивно забудовувався в ті роки. Вестибюль станції розташовувався на Трамвайному проспекті (в створі східного проїзду бульвару Новаторів).

## Архітектура та оздоблення
«Дачне» — наземна станція відкритого типу з острівною платформою. Була виконана за проєктом архітектора К. Н. Афонської. Як платформа була використана заасфальтована залізобетонна плита шириною 8 м, перекрита двоконсольним навісом з типових ребрістрих плит. У міжреберному просторі навісу були встановлені ртутні газорозрядні лампи освітлення. Навіс спирався на один ряд залізобетонних колон, розташованих уздовж поздовжньої осі платформи з кроком 4 м (типовий проєкт). У північній половині платформи прямокутні колони в нижній частині були окільцьовані дерев'яними лавами для відпочинку пасажирів. У південному торці платформи розташовувався єдиний сходовий спуск, одна половина якого використовувалася для виходу в місто до Трамвайному проспекту, а друга — для входу на платформу з заскленого касового вестибюля.

## Колійний розвиток
Станція з колійним розвитком — 4 стрілочних переводи, перехресний з'їзд і 2 станційні колії для обороту та відстою рухомого складу.
Станція була тупиковою і мала два станційні колії, що закінчувалися у Трамвайного проспекту, і виконаних у вигляді тупикового відгалуження від головних колій електродепо «Автово». З боку прибуття перед станцією розташовувався перехресний з'їзд . Потяги по черзі прибували на сусідні колії і після здійснення висадки та посадки пасажирів відправлялися назад з цих же колій.

## Ресурси Інтернету
- «Дачне» на metro.vpeterburge.ru [Архівовано 25 лютого 2014 у Wayback Machine.](рос.)
- «Дачне» на leningrad.vpeterburge.ru [Архівовано 5 травня 2015 у Wayback Machine.](рос.)
- «Дачне» на форумі metro.nwd.ru [Архівовано 4 березня 2016 у Wayback Machine.](рос.)
- Петербурзький метрополітен. Лінія 1, Станції і тунелі [Архівовано 11 лютого 2021 у Wayback Machine.] на сайті Санкт-Петербурзька інтернет-газета [Архівовано 30 липня 2021 у Wayback Machine.](рос.)